# Crnogorski Telekom
Die Crnogorski Telekom A.D. (deutsch Montenegrinische Telekom; bis 2006 Telekom Crne Gore) ist ein Telekommunikationsunternehmen in Montenegro mit Sitz in der Hauptstadt Podgorica. Es ist als Aktiengesellschaft an der Montenegro Stock Exchange gelistet. Mehrheitseigner ist die Hrvatski Telekom, ein Tochterunternehmen der Deutschen Telekom.

## Geschichte
Das Unternehmen wurde am 31. Dezember 1998 neben der Pošta Crne Gore als eines der Nachfolgeunternehmen des staatlichen Unternehmens PTT Montenegro gegründet. 
2005 wurde die Privatisierung der Telekom Crne Gore beschlossen. Zum 1. April 2005 erwarb die ungarische Magyar Telekom, die zur Deutschen Telekom gehört, insgesamt 76,53 Prozent der Aktien, welche im Januar 2017 von Hrvatski Telekom übernommen wurden. Im September 2006 wurden die beiden Markennamen T-Com und T-Mobile etabliert. Die Telekom Crne Gore änderte ihren Namen in Crnogorski Telekom.
Am 1. Mai 2009 wurden die beiden Tochterunternehmen T-Mobile Crna Gora und Internet Crna Gora mit der Crnogorski Telekom verschmolzen.

## Unternehmensgliederung
Die Crnogorski Telekom gliedert seine Geschäftsbereiche in zwei Marken:
- T-Com (Festnetztelefonie und Internet)
- T-Mobile (Mobiltelefonie)

## Anteilseigner
| Anteil  | Anteilseigner        |
| ------- | -------------------- |
| 76,53 % | Hrvatski Telekom     |
| 11,06 % | Andere Unternehmen   |
| 0,57 %  | Privatisierungsfonds |